# Cicadetta
Cicadetta är ett släkte av insekter. Cicadetta ingår i familjen cikador.
Släktet innehåller bara arten Cicadetta montana. Cicadetta är enda släktet i familjen Cicadidae.

## Bildgalleri

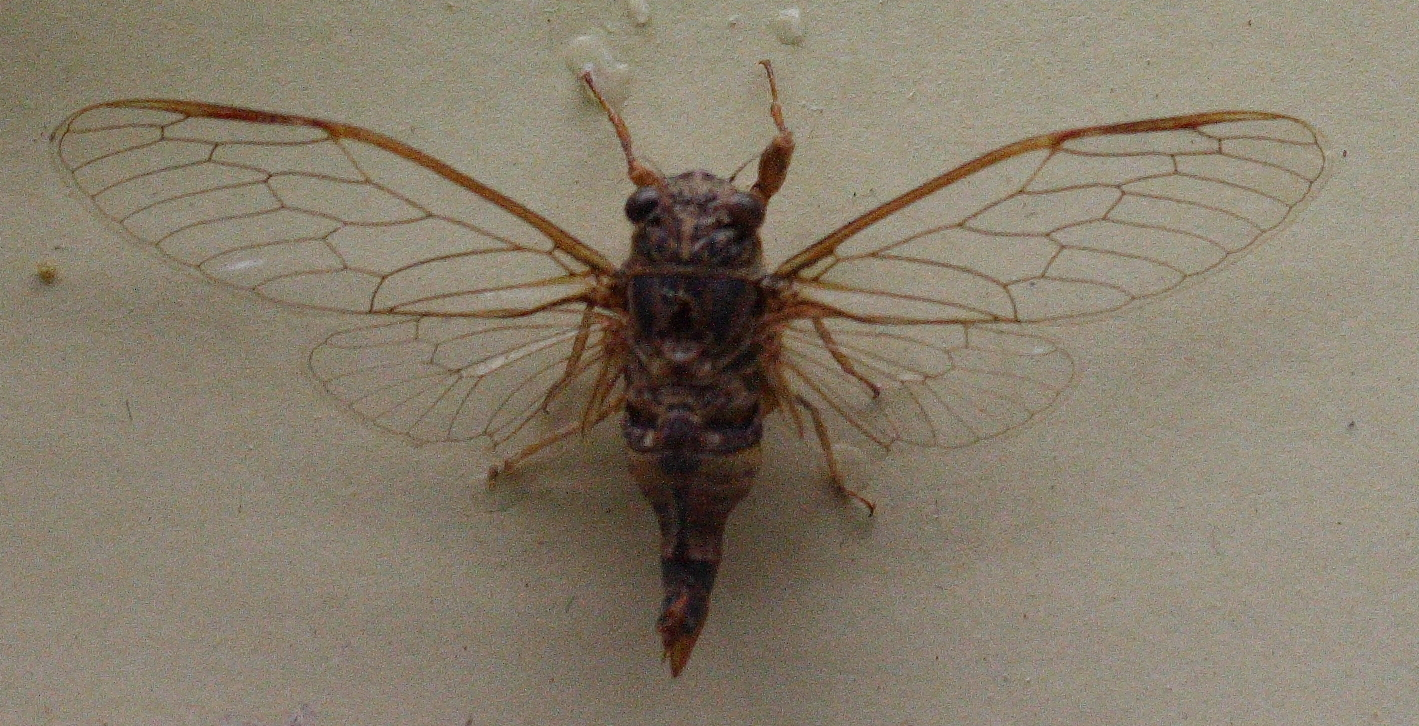
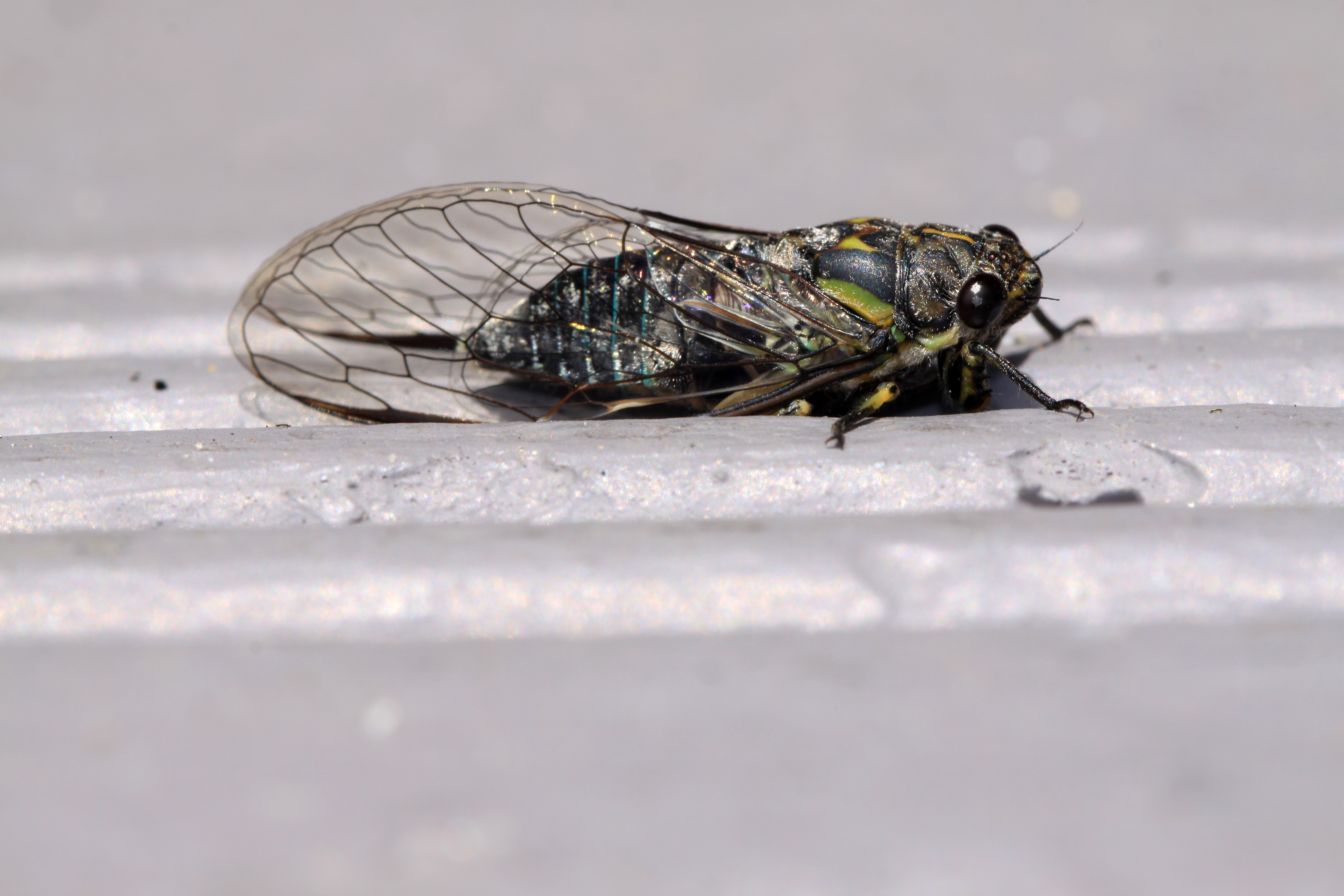
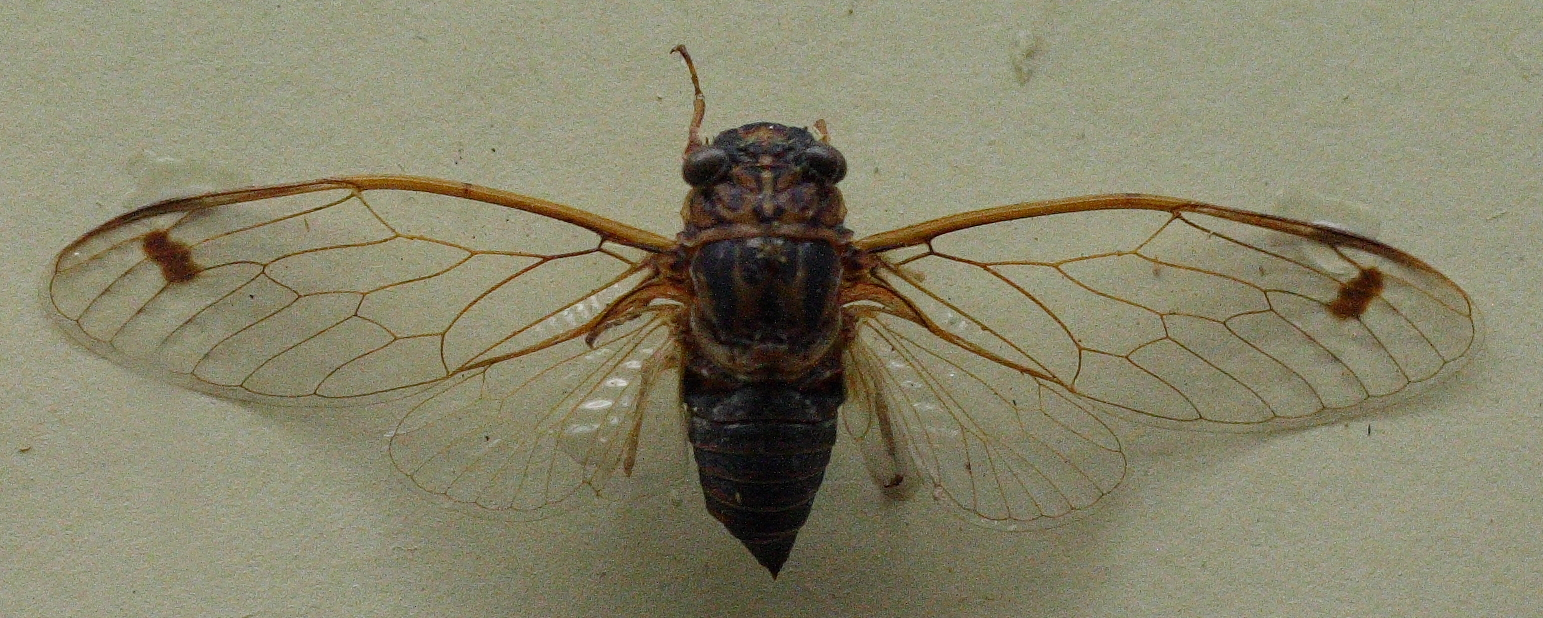
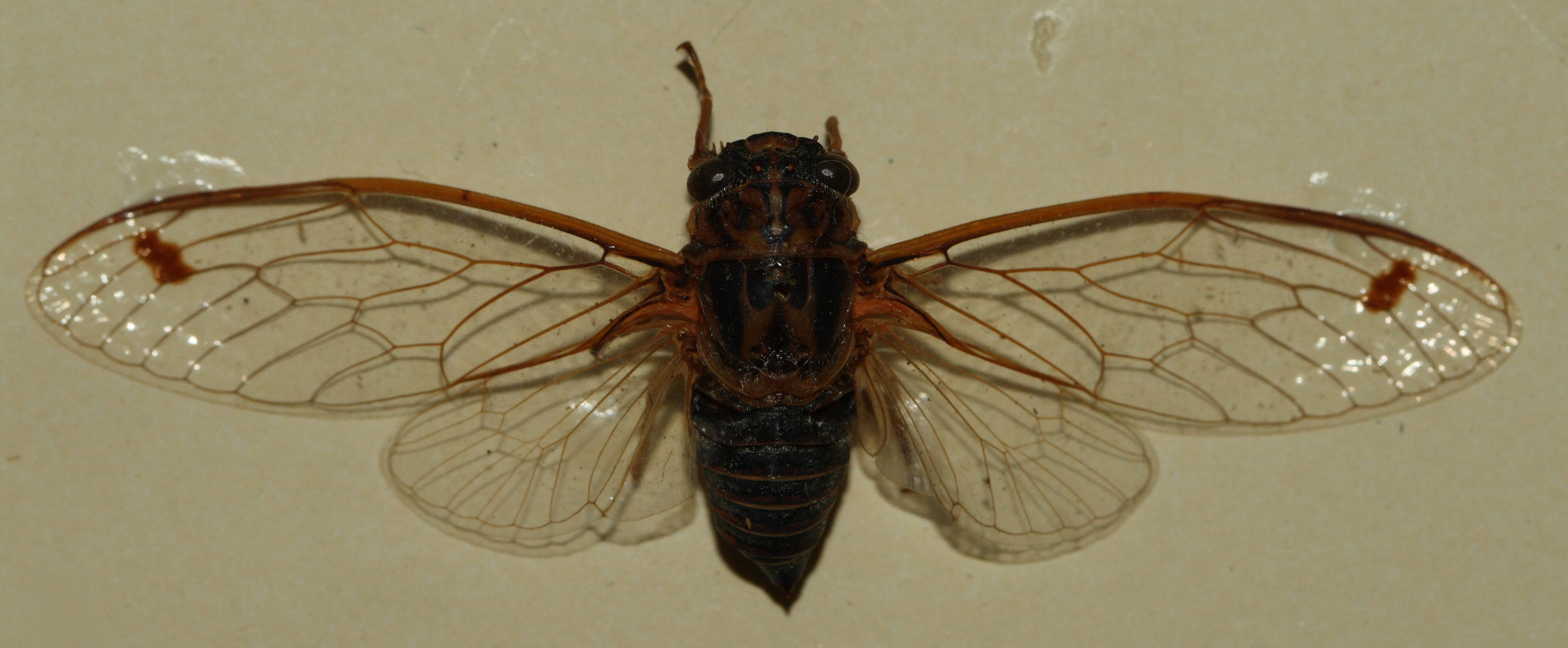
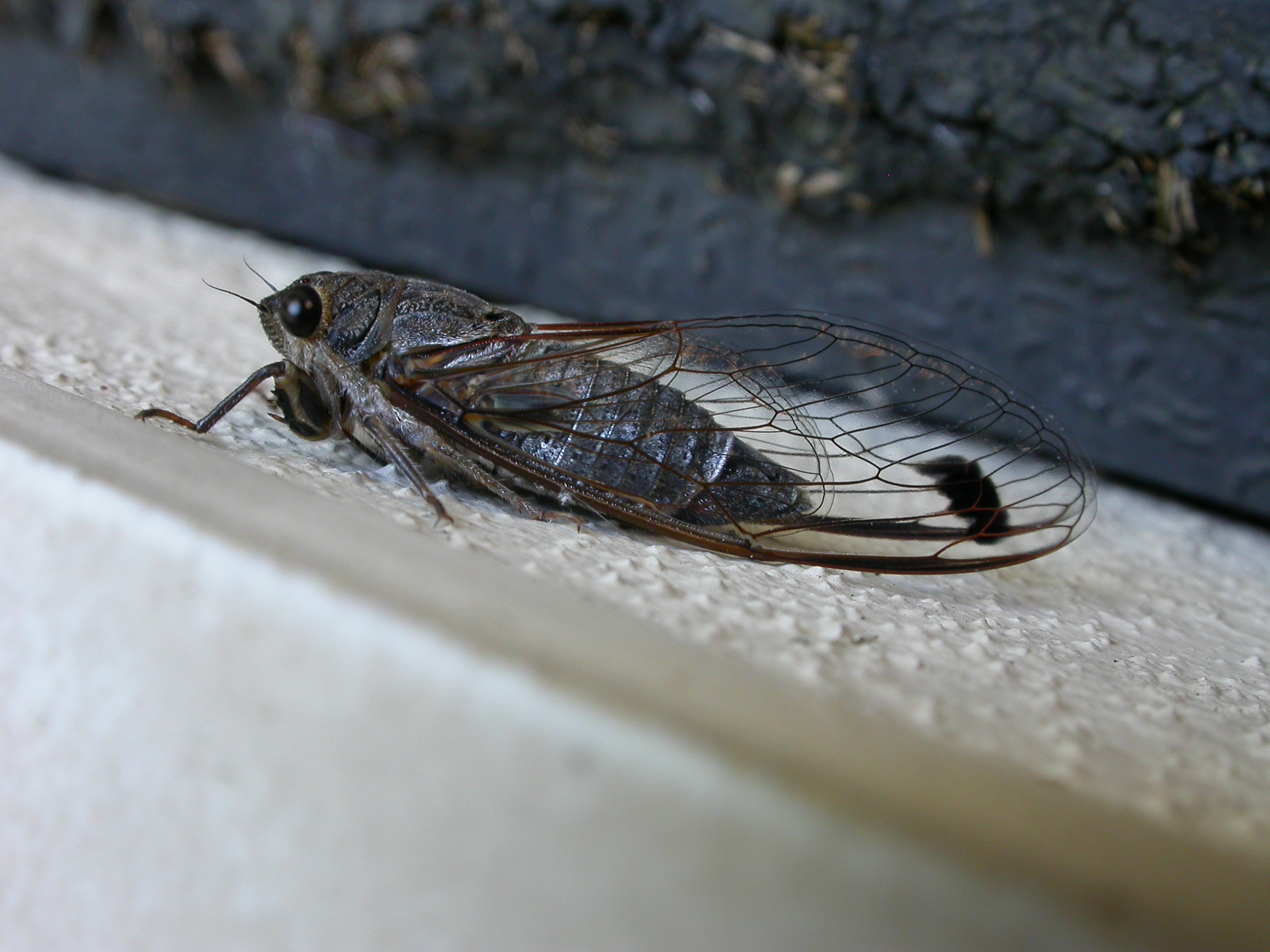
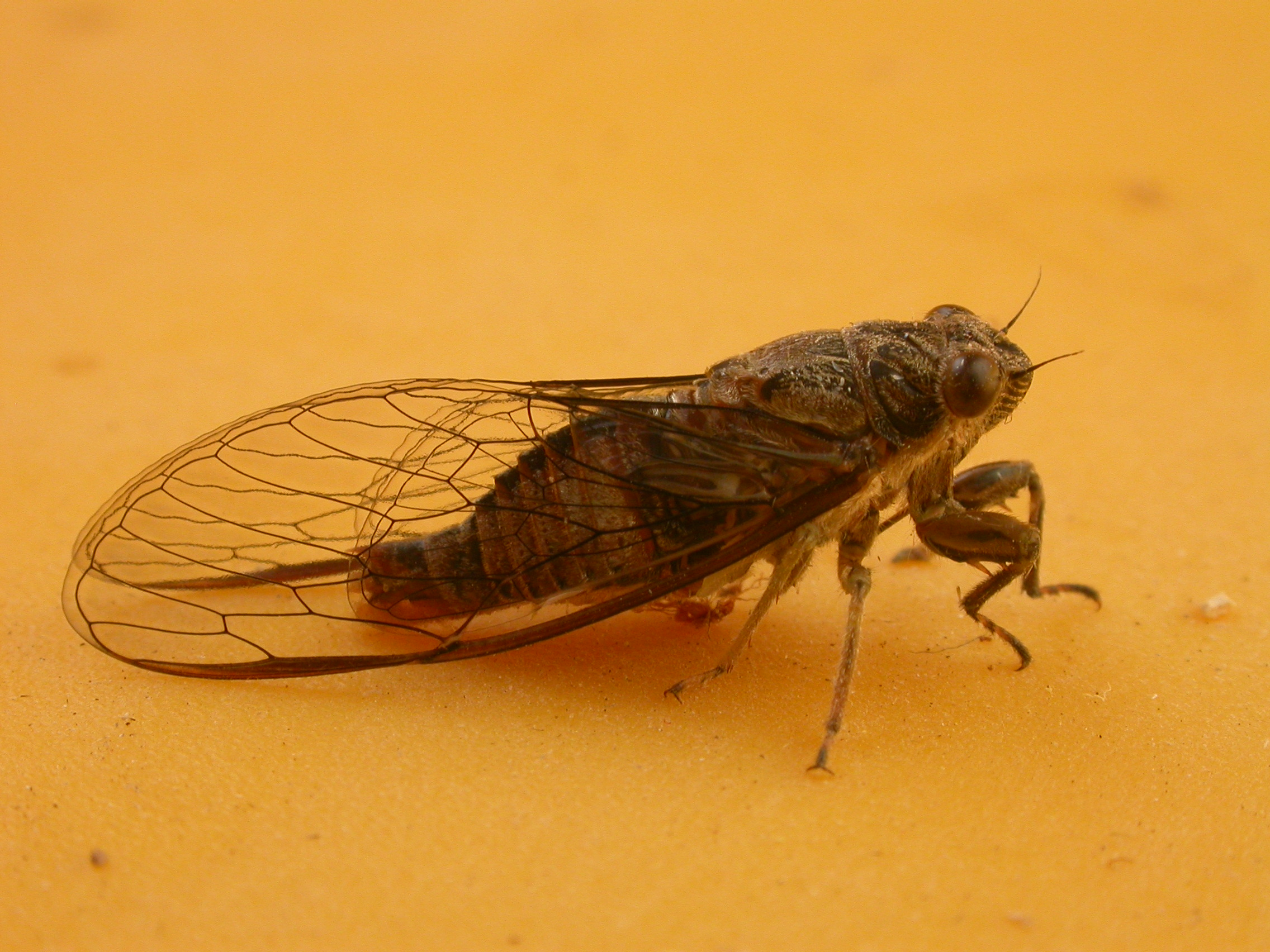